# Consiglio europeo delle associazioni di traduttori letterari
Il Consiglio europeo delle associazioni di traduttori letterari, in acronimo CEATL, è un'associazione internazionale senza fini di lucro che ha come scopi da un lato lo scambio di idee e di informazioni tra i propri associati e dall'altro la difesa e il miglioramento delle condizioni di lavoro dei traduttori letterari in Europa. È costituito dai rappresentanti delle associazioni di diversi paesi europei ed è retto dalla legge belga; rappresenta ufficialmente gli interessi dei traduttori alla Commissione europea e al Consiglio d'Europa.

## Storia
In occasione delle Assises de la traduction littéraire di Arles, nel 1987, fu tenuta una riunione informale di traduttori con l'intento di fondare un'associazione a livello europeo.
Ma solo nel 1991, a Procida, fu creato ufficialmente il CEATL come associazione internazionale senza fini di lucro, retta dalla legge belga. I paesi membri fondatori erano: Austria, Belgio, Francia, Germania, Grecia, Italia, Paesi Bassi, Spagna e Svizzera.
Attualmente il CEATL riunisce 34 associazioni di 28 paesi europei, rappresentando circa 10000 iscritti. Nel corso degli ultimi anni, si sono aggiunti diversi paesi dell'Europa dell'Est e la Turchia. 
Ne è stato presidente il noto traduttore olandese Peter Bergsma.

## Obiettivi
Il CEATL persegue due tipi di obiettivi, uno interno e l'altro esterno.
Sul piano interno raccoglie informazioni riguardanti la situazione della traduzione letteraria e dei traduttori nei paesi membri e condivide le esperienze e gli esempi di “buone pratiche” osservati in questi paesi.
Sul piano esterno, il CEATL difende gli interessi legali, sociali ed economici dei traduttori letterari nel contesto europeo, anche attraverso un'azione di lobbying presso l'Unione europea. Prende inoltre posizione rispetto a tendenze o ad avvenimenti che incidano sulla professione del traduttore o sulla qualità della traduzione letteraria. Sostiene infine le associazioni nazionali a migliorare la situazione del traduttore letterario nei rispettivi paesi.

## Membri: paesi e regioni
Austria, Belgio, Bosnia ed Erzegovina, Catalogna, Croazia, Danimarca, Fiandre, Finlandia, Francia, Germania, Gran Bretagna, Grecia, Irlanda, Italia, Lituania, Norvegia, Paesi Bassi, Paese Basco, Polonia, Portogallo, Repubblica Ceca, Romania, Serbia, Slovacchia, Slovenia, Spagna, Svezia, Svizzera, Turchia, Ungheria.